# Notting Hill: Music from the Motion Picture
Notting Hill: Music from the Motion Picture è la colonna sonora del film Notting Hill, pubblicata il 18 maggio 1999 dall'etichetta discografica Island Records.

## Descrizione
Spinto dal suo cast, dalla storia romantica e dalle analogie con Quattro matrimoni e un funerale, Notting Hill fu un successo mondiale, tanto che la colonna sonora cominciò ad avere enorme popolarità in tutto il pianeta. Diverse canzoni di artisti come Shania Twain e di Elvis Costello sono posizionate sapientemente nel film, con una sequenza di montaggio che riguarda il susseguirsi delle stagioni utilizzando il brano Ain't No Sunshine con grande efficacia. Oltre alle le canzoni si situano i componimenti contemporanei di Trevor Jones; tuttavia, alcune musiche, concepite specificatamente per certe sequenze dal compositore sudafricano, vennero sostituite in post-produzione da canzoni più popolari. Jones individuò una sottolineatura che poteva essere spostata, sostituita, ridimensionata o ripetuta senza che l'integrità della sua musica perdesse molto, componendo la musica per una commedia leggera e sentimentale.
La musica che Jones presenta per Notting Hill risente dell'esperienze del compositore in tutti i generi musicali possibili, passando da un assolo di chitarra acustica ad uno di sassofono, ad uno di pianoforte, con un occasionale sostegno orchestrale. Il suo tema principale è semplicistico e spesso ripetuto per compensare i momenti lenti nel film, mantiendo comunque un suono soft. La sola deviazione, il tema di Gimme Some Lovin', durante l'inseguimento in automobile, si presenta come un rock leggero grazie all'utilizzo dell'organo elettrico, ma il tono è generalmente coerente nella strumentazione e nella personalità con i restanti, anche se più morbidi. Nelle orchestrali musiche originali, sono invece presenti vari legni e archi ed alcuni ottoni, musiche che offrono un accompagnamento profondo e lussureggiante al materiale.

### Le canzoni
La colonna sonora di Notting Hill, che venne premiata ai Brit Awards 2000, comprende tredici canzoni, per una durata totale di 52:22. Numerose nell'album sono le cover,  come She cantata da Elvis Costello e composta in origine da Charles Aznavour. Inizialmente, nel film doveva essere usata la versione originale del cantautore armeno; per evitare problemi legali, Costello venne poi ingaggiato da Curtis per registrare una cover della canzone. La colonna sonora del film presenta inoltre una versione rimasterizzata di You've Got a Way di Shania Twain, Gimme Some Lovin' degli Spencer Davis Group, From the Heart degli Another Level, scritta da Diane Warren, e When You Say Nothing at All, composta appositamente per il film da Ronan Keating. Ulteriori cover sono state scelte per la colonna sonora di Notting Hill, come How Can You Mend a Broken Heart dei Bee Gees, qui rifatta da Al Green, I Do (Cherish You), cantata originariamente dall'artista country Mark Wills, reinterpretata dai 98 Degrees. e Ain't No Sunshine dei Lighthouse Family, cover del brano omonimo del 1971 di Bill Withers. Due sono le musiche originali composte appositamente per il film da Trevor Jones, Will and Anna e Notting Hill.
Nella versione statunitense, lunga 51:10, sono presenti alcune canzoni, assenti nell'edizione britannica ed europea, come No Matter What dei Boyzone (che è il brano conclusivo del film in questa versione) e Everything About You di Steve Poltz, al posto di In Our Lifetime e di Born to Cry; quest'ultima è presente invece nella versione giapponese della colonna sonora, insieme ai brani dell'edizione statunitense ed a Filth and Dreams degli Swing Out Sister.

## Tracce
Versione europea
1. Another Level – From the Heart – 4:51
2. Ronan Keating – When You Say Nothing at All – 4:14
3. Elvis Costello – She – 3:06
4. Al Green – How Can You Mend a Broken Heart – 6:24
5. Texas – In Our Lifetime – 4:06
6. 98 Degrees – I Do (Cherish You) – 3:45
7. Pulp – Born to Cry – 5:33
8. Lighthouse Family – Ain't No Sunshine – 3:41
9. Shania Twain – You've Got a Way (Notting Hill remix) – 3:21
10. Spencer Davis Group – Gimme Some Lovin' – 2:57
11. Trevor Jones – Will and Anna (Score) – 3:35
12. Trevor Jones – Notting Hill (Score) – 4:46
13. Bill Withers – Ain't No Sunshine – 2:03

Versione statunitense
1. Boyzone – No Matters What – 4:33
2. Shania Twain – You've Got a Way (Notting Hill remix) – 3:21
3. 98 Degrees – I Do (Cherish You) – 3:45
4. Elvis Costello – She – 3:06
5. Lighthouse Family – Ain't No Sunshine – 3:41
6. Al Green – How Can You Mend a Broken Heart – 6:24
7. Spencer Davis Group – Gimme Some Lovin' – 2:57
8. Ronan Keating – When You Say Nothing at All – 4:14
9. Bill Withers – Ain't No Sunshine – 2:03
10. Another Level – From the Heart – 4:51
11. Steve Poltz – Everything About You (Remix) – 3:55
12. Trevor Jones – Will and Anna (Score) – 3:35
13. Trevor Jones – Notting Hill (Score) – 4:46

## Classifiche
| Classifica (1999-05) | Posizione massima |
| -------------------- | ----------------- |
| Australia            | 4                 |
| Austria              | 2                 |
| Belgio (Fiandre)     | 2                 |
| Belgio (Vallonia)    | 15                |
| Finlandia            | 19                |
| Francia              | 8                 |
| Germania             | 2                 |
| Norvegia             | 1                 |
| Nuova Zelanda        | 8                 |
| Paesi Bassi          | 1                 |
| Spagna               | 97                |
| Svezia               | 28                |
| Svizzera             | 3                 |